# 666 – Paranormal Prison

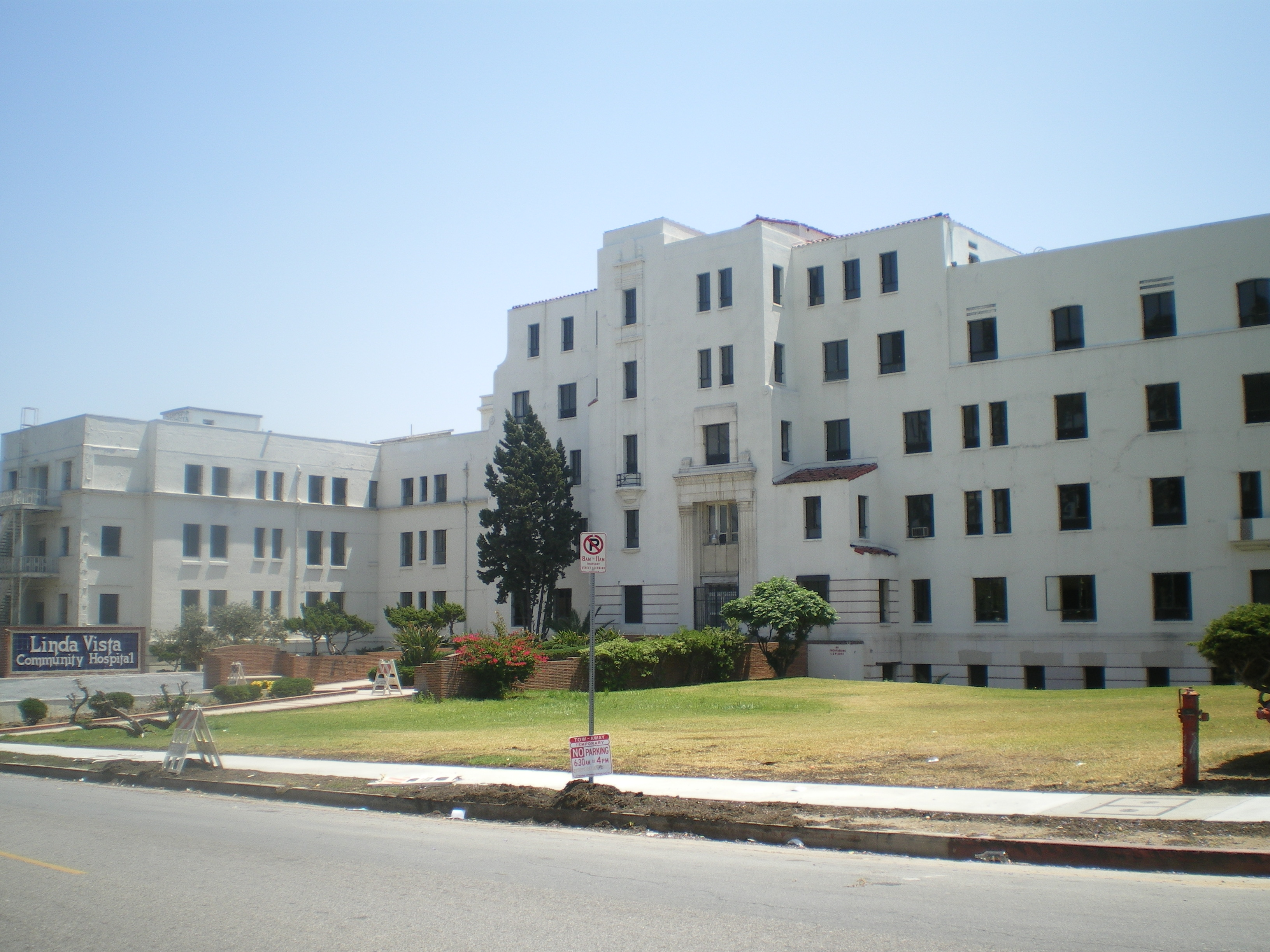
Linda Vista Community Hospital, im Film das Woodburrow Prison

666 – Paranormal Prison ist ein US-amerikanischer Horrorfilm von Duke Hitchcock alias David Chirchirillo. Der Film, dessen Geschichte in Form einer Rahmenhandlung erzählt wird, erschien am 12. Februar 2013 als DVD.

## Handlung
Die Handlung spielt am 16. Juni 2012. Eine Elitetruppe des FBI bekommt kurzfristig den Auftrag, eine seit vielen Jahren leerstehende forensische Haftanstalt, das Woodborrow Prison, zu durchsuchen. Bereits Ende der 1990er Jahre wurde ein Team in das Gebäude geschickt, niemand von ihnen kehrte jemals zurück. Ein Geist soll dort sein Unwesen treiben. Begleitet wird die Operation von Dr. Lynn Decker, Parapsychologin des FBI.
Die Agenten installieren als Erstes mobile Kameras an strategisch wichtigen Punkten des Gebäudes, wobei sie selbst auch Brillenkameras tragen. Axel Hooper verfolgt die Durchsuchung über mehrere Monitore von einem Kleintransporter aus, der in der Hofeinfahrt parkt. Das erste Fundobjekt ist eine bewusstlose junge Frau in einem löchrigen Anglerhemd. Dr. Decker lässt sie in eine Zelle sperren, sie hält sie für hoch gefährlich.
Sobald die Gefangengenommene ihr Bewusstsein wieder erlangt hat, beginnt Dr. Decker mit der Befragung und schickt nebenbei ein Foto (mit ihrer Handykamera aufgenommen) von Emma – so ihr Name – in die Kommandozentrale. Bei der weiteren Durchsuchung der teils verfallenen Räume halten die Kameras eindeutig paranormale Erscheinungen fest. Danach beginnt sich die Vierergruppe zu dezimieren. Einer nach dem anderen stirbt, nachdem er von schrecklichen Todesvisionen heimgesucht worden ist, die seine jeweils größten Ängste projizieren.
Dr. Decker erhält währenddessen Rückmeldung aus der Zentrale, dass es sich bei der Gefangenen um Emma Lockhart handelt, ein seit 20 Jahren vermisstes Mädchen. Damit bestätigen sich Deckers Erwartungen. Sie zeigt dem Teamleiter Bill Watts eine Akte, in der sie Berichte über sagenhafte Phänomene aus dem 20. Jahrhundert gesammelt hat, die alle mit der Zahl 616 zu tun haben, sei es innerhalb eines Datums oder in Form der Anzahl der Opfer. Dann berichtet die Gefangene selbst, wie alles begann: Am 16. Juni 1692 wurde eine Frau namens Emma als Hexe angeklagt und auf dem Scheiterhaufen verbrannt. Ihre menschlichen Überreste verschwanden danach spurlos. Seither spukt Emmas Geist rachsüchtig rund um den Globus. An hiesigem Ort übt sie Vergeltung für die Misshandlung, Folterung und Vergewaltigung der geistesgestörten Gefängnisinsassen. Decker rät dringend, das Gebäude zu sprengen, samt der Insassin Emma Lockhart und dem Geist, der ihr innewohnt.
Doch dazu kommt es nicht mehr. Emmas Geist kann mittels übernatürlicher Kräfte den Zünder des Sprengsatzes funktionsuntüchtig machen. Selbst die zur Verstärkung angeforderte Eingreiftruppe überwältigt sie quasi im Handumdrehen. Schlussendlich outet sie sich Watts gegenüber als Teufel. Ob Watts überlebt, ist nicht ersichtlich.

## Hintergrund
Gedreht wurde im 1991 geschlossenen Linda Vista Community Hospital in Los Angeles und in der Nachbarstadt Ventura.

## Kritik
„In 666 – PARANORMAL PRISON erlebt der Zuschauer eine neue Dimension filmischen Grauens, denn hier steckt zwar der Geist im Film, fehlt dafür aber im Drehbuch. Das macht sich vor allem bei den trivial zusammengesponnenen Dialogen bemerkbar, die sich vornehmlich tief unter der Gürtellinie befinden und sich konstant auf dem Niveau pubertärer Halbwüchsiger bewegen.“